# Valdemanco
Valdemanco – miejscowość w Hiszpanii we wspólnocie autonomicznej Madryt, 62 km od Madrytu. Położona na wysokości 1140 m n.p.m., licząca niespełna 1000 mieszkańców. W okolicy znajdują się liczne kamieniołomy, w których miejscowa ludność głównie znajduje zatrudnienie. Popularne jest także budownictwo mieszkaniowe. Działalność rolnicza jest tutaj ograniczona ze względu na trudne ukształtowanie terenu, zaś popularny wśród tubylczej ludności jest wypas bydła i kóz.